# Melby Mølle
Melby Mølle er en jordstående hollandsk vindmølle med gennemkørsel. Den krøjes manuelt. Møllen, der er opført i 1879, består af en ottekantet overbygning med spåntækning på et fundament af kampesten. Den har kælder og gennemkørsel til vogntrafik. Driften ophørte i 1946, hvor hattehjulet blev ødelagt ved en storm, men lokale initiativer sikrede, at den blev bevaret og løbende restaureret. Møllen fremstår fuldt udstyret med det inventar, som den havde i 1946, men den er ikke funktionsdygtig efter at have stået stille siden da.

## Konstruktion og teknik
.
Melby Mølle er en ottekantet hollandsk mølle med kælder og gennemkørsel til vogntransport. Den ligger på en bakke, hvor det var muligt at grave gennemkørslen ind i bakken.
Møllen har fire lofter og er beklædt med spån. Hatten er løgformet. Vingerne har hækværk til sejlene og vindbrædder. Krøjeværket er manuelt. 

### Opbygning i etager

#### Broloftet
Det nederste loft, Broloftet, har navn efter broen, som er den konstruktion, der bærer kværnene på loftet ovenover. De kraftige stolper kaldes brostolperne Der er her bevaret en del af det oprindelige udstyr, bl.a. skallekværnen og sigter til at sigte melet. I 2025 er dette loft indrettet med plancher, der oplyser om møllens udseende og historie.

#### Kværnloftet
Kværnen, der maler kornet, er placeret på kværnloftet. I løbet af 1700 -tallet udvikledes det såkaldte stjernhjul, en mekanisme, der fordeler kraften til kværnene. I Melby Mølle er dette installeret på kværnloftet. Forskellen i diameter på stjernhjulet og kværnenes mindre stokkedrev øgede kværnenes hastighed betragteligt i forhold til tidligere møllers egenskaber. Der er opstillet tre kværne. Selve hovedakslen, der løber tværs ned gennem møllen, ender på dette niveau i et leje.

#### Lorrisloftet
Næste loft, lorrisloftet domineres af hejseværket, hvorfra det gennem lemme har været muligt at hejse sække op og ned efter behov. Stokkene har midtpå været forsynet med et tov, der gik ned til gennemkørslen.

#### Hatloft
Mølleakslen, der bærer vingerne, er via et hathjul forbundet til et stort vandret kamhjul på hathjulet i toppen af møllen. Dette kamhjul kaldes ”krondrevet” og er i Melby Mølle et tandhjul, lavet af metal.. Når møllen var i funktion, gik hattehjulet og krondrevet i indgreb, hvilket vil sige, at tænderne på hjulene var skubbet ind mellem hinanden. Rundt om hattehjulet sidder møllens bremse, persen.